# Scandal (canção)
"Scandal" é uma canção da banda britânica de rock Queen. Foi lançada como o quarto single do álbum The Miracle, lançado em 1989 e alcançou vigésima quinta posição nas paradas do Reino Unido. O single foi lançado nos Estados Unidos, mas não obteve destaque algum.
Escrita por Brian May, mas creditada aos quatro integrantes, "Scandal" é uma crítica à imprensa britânica, sobretudo em relação à vida pessoal de Brian (que se divorciara e iniciava um relacionamento com Anita Dobson) e as especulações de que o vocalista Freddie Mercury estava doente (o cantor, até pouco tempo antes de sua morte não revelou que estava com AIDS).
O videoclipe gravado para a canção contou com a banda tocando em um palco projetado para se parecer com um jornal - que foi filmado no Pinewood Studios em setembro de 1989, e é notável pela aparência de Freddie Mercury mais magro do que de costume.

## Ficha técnica
- Freddie Mercury: vocais
- Brian May: guitarras, teclado e composição
- Roger Taylor: bateria
- John Deacon: baixo

Músicos convidados
- David Richards - sampler, produção musical e engenharia de áudio